# Holbrook, New South Wales
Holbrook är en ort i Australien. Den ligger i kommunen Greater Hume Shire och delstaten New South Wales, i den sydöstra delen av landet, omkring 410 kilometer sydväst om delstatshuvudstaden Sydney. Antalet invånare är 1 337.
Trakten runt Holbrook är nära nog obefolkad, med mindre än två invånare per kvadratkilometer..
Trakten runt Holbrook består till största delen av jordbruksmark. Genomsnittlig årsnederbörd är 925 millimeter. Den regnigaste månaden är mars, med i genomsnitt 119 mm nederbörd, och den torraste är oktober, med 47 mm nederbörd.